# Kabnur
Kabnur es una ciudad censal situada en el distrito de Kolhapur en el estado de Maharashtra (India). Su población es de 38146 habitantes (2011). Se encuentra a 2 km de Ichalkaranji y a 23 km de Kolhapur.

## Demografía
Según el censo de 2011 la población de Kabnur era de 38146 habitantes, de los cuales 19946 eran hombres y 18200 eran mujeres. Kabnur tiene una tasa media de alfabetización del 86,56%, superior a la media estatal del 82,34%: la alfabetización masculina es del 91,92%, y la alfabetización femenina del 80,72%.